# 5.ª etapa do Tour de France de 2019
A 5.ª etapa do Tour de France de 2019 teve lugar a 10 de julho de 2019 entre Saint-Dié-des-Vosges e Colmar sobre um percurso de 169 km e foi vencida ao sprint pelo eslovaco Peter Sagan da Bora-Hansgrohe. O francês Julian Alaphilippe manteve o maillot jaune uma jornada mais.

## Classificação da etapa
| \| Classificação por etapas \| Classificação por etapas \| Classificação por etapas \| Classificação por etapas \| Classificação por etapas \| \| Ciclista \| Ciclista \| Equipe \| Tempo \| \| \| ------------------------ \| ------------------------ \| -------------------------- \| ------------------------ \| ------------------------ \| \| 1. \| Peter Sagan \| Bora-Hansgrohe \| 4h02m33s \| \| \| 2. \| Wout van Aert \| Team Jumbo-Visma \| + 0s \| \| \| 3. \| Matteo Trentin \| Mitchelton-Scott \| + 0s \| \| \| 4. \| Sonny Colbrelli \| Bahrain-Merida \| + 0s \| \| \| 5. \| Greg Van Avermaet \| CCC Team \| + 0s \| \| \| 6. \| Julien Simon \| Cofidis, Solutions Crédits \| + 0s \| \| \| 7. \| Michael Matthews \| Team Sunweb \| + 0s \| \| \| 8. \| Nils Politt \| Katusha-Alpecin \| + 0s \| \| \| 9. \| Jasper Stuyven \| Trek-Segafredo \| + 0s \| \| \| 10. \| Julian Alaphilippe \| Deceuninck-Quick Step \| + 0s \| \| |                    |                            |          |
| |                    |                            |          |
| Fonte: ProCyclingStats |                    |                            |          |
| Classificação por etapas |                    |                            |          |
| Ciclista | Ciclista           | Equipe                     | Tempo    |
| 1. | Peter Sagan        | Bora-Hansgrohe             | 4h02m33s |
| 2. | Wout van Aert      | Team Jumbo-Visma           | + 0s     |
| 3. | Matteo Trentin     | Mitchelton-Scott           | + 0s     |
| 4. | Sonny Colbrelli    | Bahrain-Merida             | + 0s     |
| 5. | Greg Van Avermaet  | CCC Team                   | + 0s     |
| 6. | Julien Simon       | Cofidis, Solutions Crédits | + 0s     |
| 7. | Michael Matthews   | Team Sunweb                | + 0s     |
| 8. | Nils Politt        | Katusha-Alpecin            | + 0s     |
| 9. | Jasper Stuyven     | Trek-Segafredo             | + 0s     |
| 10. | Julian Alaphilippe | Deceuninck-Quick Step      | + 0s     |

## Classificações ao final da etapa

### Classificação geral(Maillot Jaune)
| \| Classificação geral \| Classificação geral \| Classificação geral \| Classificação geral \| Classificação geral \| \| Ciclista \| Ciclista \| Equipe \| Tempo \| \| \| ------------------- \| ------------------- \| --------------------- \| ------------------- \| ------------------- \| \| 1. \| Julian Alaphilippe \| Deceuninck-Quick Step \| 18h44m12s \| \| \| 2. \| Wout van Aert \| Team Jumbo-Visma \| + 14s \| \| \| 3. \| Steven Kruijswijk \| Team Jumbo-Visma \| + 25s \| \| \| 4. \| George Bennett \| Team Jumbo-Visma \| + 25s \| \| \| 5. \| Michael Matthews \| Team Sunweb \| + 40s \| \| \| 6. \| Egan Bernal \| Team Ineos \| + 40s \| \| \| 7. \| Geraint Thomas \| Team Ineos \| + 45s \| \| \| 8. \| Enric Mas \| Deceuninck-Quick Step \| + 46s \| \| \| 9. \| Peter Sagan \| Bora-Hansgrohe \| + 50s \| \| \| 10. \| Greg Van Avermaet \| CCC Team \| + 51s \| \| |                    |                       |           |
| |                    |                       |           |
| Fonte: ProCyclingStats |                    |                       |           |
| Classificação geral |                    |                       |           |
| Ciclista | Ciclista           | Equipe                | Tempo     |
| 1. | Julian Alaphilippe | Deceuninck-Quick Step | 18h44m12s |
| 2. | Wout van Aert      | Team Jumbo-Visma      | + 14s     |
| 3. | Steven Kruijswijk  | Team Jumbo-Visma      | + 25s     |
| 4. | George Bennett     | Team Jumbo-Visma      | + 25s     |
| 5. | Michael Matthews   | Team Sunweb           | + 40s     |
| 6. | Egan Bernal        | Team Ineos            | + 40s     |
| 7. | Geraint Thomas     | Team Ineos            | + 45s     |
| 8. | Enric Mas          | Deceuninck-Quick Step | + 46s     |
| 9. | Peter Sagan        | Bora-Hansgrohe        | + 50s     |
| 10. | Greg Van Avermaet  | CCC Team              | + 51s     |

### Classificação por pontos(Maillot Vert)
| Classificação por pontos | Classificação por pontos | Classificação por pontos | Classificação por pontos | Classificação por pontos |
| Ciclista                 | Ciclista                 | Equipe                   | Pontos                   |                          |
| ------------------------ | ------------------------ | ------------------------ | ------------------------ | ------------------------ |
| 1.                       | Peter Sagan              | Bora-Hansgrohe           | 144 pts                  |                          |
| 2.                       | Michael Matthews         | Team Sunweb              | 97 pts                   |                          |
| 3.                       | Elia Viviani             | Deceuninck-Quick Step    | 92 pts                   |                          |
| 4.                       | Sonny Colbrelli          | Bahrain-Merida           | 88 pts                   |                          |
| 5.                       | Matteo Trentin           | Mitchelton-Scott         | 75 pts                   |                          |
| 6.                       | Mike Teunissen           | Team Jumbo-Visma         | 64 pts                   |                          |
| 7.                       | Greg Van Avermaet        | CCC Team                 | 62 pts                   |                          |
| 8.                       | Jasper Stuyven           | Trek-Segafredo           | 48 pts                   |                          |
| 9.                       | Caleb Ewan               | Lotto-Soudal             | 46 pts                   |                          |
| 10.                      | Giacomo Nizzolo          | Dimension Data           | 40 pts                   |                          |

### Classificação da montanha(Maillot à Pois Rouges)
| Classificação da montanha | Classificação da montanha | Classificação da montanha | Classificação da montanha | Classificação da montanha |
| Ciclista                  | Ciclista                  | Equipe                    | Pontos                    |                           |
| ------------------------- | ------------------------- | ------------------------- | ------------------------- | ------------------------- |
| 1.                        | Tim Wellens               | Lotto-Soudal              | 17 pts                    |                           |
| 2.                        | Toms Skujiņš              | Trek-Segafredo            | 9 pts                     |                           |
| 3.                        | Xandro Meurisse           | Wanty-Gobert              | 6 pts                     |                           |
| 4.                        | Simon Clarke              | EF Education First        | 4 pts                     |                           |
| 5.                        | Greg Van Avermaet         | CCC Team                  | 2 pts                     |                           |
| 6.                        | Wilco Kelderman           | Team Sunweb               | 1 pt                      |                           |
| 7.                        | Michael Schär             | CCC Team                  | 1 pt                      |                           |
| 8.                        | Julian Alaphilippe        | Deceuninck-Quick Step     | 1 pt                      |                           |
| 9.                        | Nairo Quintana            | Movistar Team             | 1 pt                      |                           |
| 10.                       | Lennard Kämna             | Team Sunweb               | 1 pt                      |                           |

### Classificação do melhor jovem(Maillot Blanc)
| Classificação dos jovens | Classificação dos jovens | Classificação dos jovens | Classificação dos jovens | Classificação dos jovens |
| Ciclista                 | Ciclista                 | Equipe                   | Tempo                    |                          |
| ------------------------ | ------------------------ | ------------------------ | ------------------------ | ------------------------ |
| 1.                       | Wout van Aert            | Team Jumbo-Visma         | 18h44m26s                |                          |
| 2.                       | Egan Bernal              | Team Ineos               | + 26s                    |                          |
| 3.                       | Enric Mas                | Deceuninck-Quick Step    | + 32s                    |                          |
| 4.                       | David Gaudu              | Groupama-FDJ             | + 43s                    |                          |
| 5.                       | Tiesj Benoot             | Lotto-Soudal             | + 1m05s                  |                          |
| 6.                       | Giulio Ciccone           | Trek-Segafredo           | + 1m29s                  |                          |
| 7.                       | Gianni Moscon            | Team Ineos               | + 2m19s                  |                          |
| 8.                       | Gregor Mühlberger        | Bora-Hansgrohe           | + 2m41s                  |                          |
| 9.                       | Maximilian Schachmann    | Bora-Hansgrohe           | + 2m49s                  |                          |
| 10.                      | Nils Politt              | Katusha-Alpecin          | + 3m57s                  |                          |

### Classificação por equipas(Classement par Équipe)
| Classificação por equipes | Classificação por equipes | Classificação por equipes | Classificação por equipes |
| Equipe                    | Equipe                    | Tempo                     |                           |
| ------------------------- | ------------------------- | ------------------------- | ------------------------- |
| 1.                        | Team Jumbo-Visma          | 56h42m43s                 |                           |
| 2.                        | Team Sunweb               | + 1m44s                   |                           |
| 3.                        | EF Education First        | + 1m57s                   |                           |
| 4.                        | Ineos                     | + 2m02s                   |                           |
| 5.                        | Groupama-FDJ              | + 2m08s                   |                           |
| 6.                        | Mitchelton-Scott          | + 2m44s                   |                           |
| 7.                        | Astana                    | + 2m49s                   |                           |
| 8.                        | Bora-hansgrohe            | + 3m04s                   |                           |
| 9.                        | Bahrain-Merida            | + 3m37s                   |                           |
| 10.                       | Dimension Data            | + 4m14s                   |                           |

## Abandonos
Nenhum.